# Adolfo Gilly
Adolfo Gilly (Buenos Aires, 25 augustus 1928 – Mexico-Stad, 4 juli 2023) was een Argentijns-Mexicaans historicus en politicoloog. Gilly was een van de belangrijkste communistische denkers in Latijns-Amerika.
Gilly studeerde geschiedenis aan de Nationale Autonome Universiteit van Mexico (UNAM) waar hij hoogleraar werd. In 1966 nam Gilly deel aan een staking in de UNAM, waarvoor hij werd gearresteerd en tot zes jaar gevangenisstraf in de beruchte gevangenis Lecumberri werd veroordeeld. In de gevangenis schreef hij La revolución interrumpida, een marxistische visie op de Mexicaanse Revolutie, dat zijn bekendste boek werd. In 1971 werd hij na politieke druk van vrienden en aanhangers door het Hooggerechtshof van de Natie vrijgelaten.
Gilly staat bekend als tegenstander van de globalisering en aanhanger van het Zapatistisch Nationaal Bevrijdingsleger (EZLN) in Chiapas. Gilly was lid van de Partij van de Democratische Revolutie (PRD) en werkte van 1997 tot 1999 als adviseur voor Cuauhtémoc Cárdenas, burgemeester van Mexico-Stad. Gilly werkte tevens als columnist voor de krant La Jornada.
Gilly overleed op 94-jarige leeftijd.
- Bibsys: 90383527
- Biblioteca Nacional de España: XX923489
- Bibliothèque nationale de France: cb12253938q (data)
- CiNii: DA04631874
- Gemeinsame Normdatei: 1057166367
- International Standard Name Identifier: 0000 0001 2132 8011
- Library of Congress Control Number: n80144802
- Bibliotheek van het Japanse parlement: 00521976
- Nationale bibliotheek van Australië: 35125345
- Nationale Bibliotheek van Israël: 987007279116305171
- Nederlandse Thesaurus van Auteursnamen: 069505055
- Réseau des bibliothèques de Suisse occidentale: 02-A003297254
- Système universitaire de documentation: 031296939
- Virtual International Authority File: 51746148
- WorldCat: E39PBJdrFJVtKYWtTHhwWbHwG3